# Державна премія України імені Тараса Шевченка — лауреати 1997 року
Державні премії України імені Тараса Шевченка в галузі літератури, журналістики, мистецтва і архітектури 1997 року були присуджені Указом Президента України від 7 березня 1997 р. № 211 за поданням Комітету по Державних преміях України імені Т. Г. Шевченка. Цього року вперше була присуджена Мала Шевченківська премія. Розмір Державної премії України імені Тараса Шевченка склав десять тисяч гривень кожна та розмір Малої Державної премії України імені Тараса Шевченка — п'ять тисяч гривень..

## Список лауреатів
| Галузь                           | Лауреат                                                        | Обґрунтування                                                                                    |
| -------------------------------- | -------------------------------------------------------------- | ------------------------------------------------------------------------------------------------ |
| Література                       | Скунць Петро Миколайович — поет                                | за збірку поезій «Спитай себе»                                                                   |
| Образотворче мистецтво           | Марчук Іван Степанович — художник                              | за цикл картин «Шевченкіана», «Голос моєї душі»                                                  |
| Образотворче мистецтво           | Семикіна Людмила Миколаївна — художниця                        | за серію строїв «Високий замок»                                                                  |
| Кінематографія                   | Осика Леонід Михайлович — режисер-постановник                  | за художні фільми «Камінний хрест», Захар Беркут, «Подарунок на іменини», «Гетьманські клейноди» |
| Концертно-виконавська діяльність | Солов'яненко Анатолій Борисович — артист                       | за концертні програми 1993–1996 років                                                            |
| Мала Шевченківська премія        | Ульянов Олександр Станіславович (Ульяненко Олесь) — письменник | за роман «Сталінка»                                                                              |